# Pantoporia gordina
Pantoporia gordina är en fjärilsart som beskrevs av Hans Fruhstorfer 1906. Pantoporia gordina ingår i släktet Pantoporia och familjen praktfjärilar. Inga underarter finns listade i Catalogue of Life.